# Карл Александер фон Пюклер-Лимпург
Карл Александер фон Пюклер-Лимпург (на немски: Karl Alexander Graf von Pückler-Limpurg; * 11 октомври 1782, Гайлдорф; † 18 декември 1843, Гостенхоф при Нюрнберг) е граф на Пюклер и Лимпург при Швебиш Хал и господар на замък Фарнбах, днес част от Фюрт.

## Произход
Той произлиза от франкската линия на род Пюклер от Силезия. През 1676 г. прадядо му Карл Франц Пюклер, фрайхер фон Гродиц (1648 – 1708) се жени за Анна Кордула фрайин фон Кресер (1655 – 1683), наследничката на Бургфарнбах при Фюрт. Чрез женитба родът получава части от графството Лимпург.
Карл Александер е най-големият син на граф Фридрих Филип Карл фон Пюклер в Лимпург-Зонтхайм-Шпекфелд (1740 – 1811) и втората му съпруга фрйин Луиза Ернестина фон Гайзберг-Хелфенберг (1759 – 1835), дъщеря на фрайхер Еберхард Лудвиг фон Гайзберг-Хелфенберг и Вилхелмина София Мария Албертина фон Дахроден. Внук е на граф Кристиан Вилхелм Карл фон Пюклер, фрайхер фон Гродиц (1705 – 1786) и графиня Каролина Кристиана фон Льовенщайн-Вертхайм-Вирнебург (1719 – 1793), внучка на последния шенк фон Лимпург граф Фолрат Шенк фон Лимпург-Шпекфелд (1641 – 1713), дъщеря Хайнрих Фридрих фон Льовенщайн-Вертхайм-Вирнебург (1682 – 1721) и на Амьона София фон Лимпург (1684 – 1746), съ-управляваща графиня на Лимпург-Зонтхайм.
Брат е на Фридрих Карл Лудвиг Франц фон Пюклер и Лимпург, фон Гродиц (1788 – 1867), Лудвиг Фридрих Карл Максимилиан фон Пюклер цу Лимпург-Гайлдорф фон Гродиц (1790 – 1854), Кристиан Карл Лудвиг Адолф фон Пюклер (1791 – 1815), Алберт Йохан Фридрих Карл Ернест фон Пюклер (1793 – 1816), и на Енестина Луиза Фридерика Каролина фон Пюклер-Лимпург (1784 – 1824), омъжена на 26 август 1800 г. в Бург Фарнбах за 2. княз Георг фон Льовенщайн-Вертхайм-Фройденберг (1775 – 1855).
Баща му получава през 1787 г. след наследствения конфликт Валдек-Лимпург още една шеста от графството Лимпург, също Зонтхайм, Шпекфелд и през 1798 г. дворец Бургфаррнбах, дворец Оберзонтхайм, които остават тяхна собственост до 1845 г.

## Фамилия
Карл Александер се жени на 9 октомври 1806 г. за графиня Августа Фридерика фон Ортенбург (* 22 април 1786, Ортенбург; † 8 октомври 1857, Берлебург), най-малката дъщеря на граф Карл Албрехт фон Ортенбург (1743 – 1787) и графиня Кристиана Луиза фон Залм, вилд-и Рейнграфиня в Гаугревайлер, Райнграфенщайн (1753 – 1826). Развеждат се през 1824 г. Те имат двама сина, от които само един пораства:
- Густав фон Пюклер-Лимпург (* 14 юли 1807; † 20 април 1833), умира на 25 години неженен
- Карл фон Пюклер-Лимпург (* декември 1809; † 17 октомври 1810)